# Shibata Renzaburō

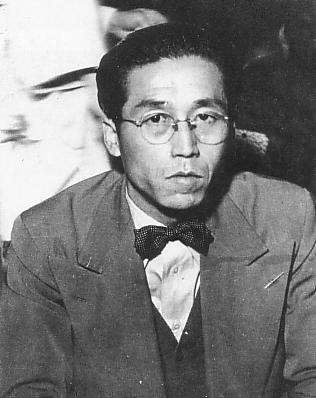
Shibata Renzaburō

Shibata Renzaburō (japanisch 柴田 錬三郎; geboren 26. März 1917 in Tsuruyama (Präfektur Okayama); gestorben 30. Juni 1978 in Tokio) war ein japanischer Schriftsteller. Man nannte ihn liebevoll verkürzt „Shiba Ren“.

## Leben und Wirken
Shibata Renzaburō studierte an der Keiō-Universität an der Abteilung für chinesische Literatur. Im Pazifikkrieg überlebte er 1945 als Sanitäter mit Glück, als er die südlichen Gewässern verlegt wurde. Das Transportschiff wurde in der Bashistraße angegriffen und versank, er wurde erst nach Stunden gerettet.
Nach dem Krieg war Shibata zunächst als Redakteur tätig. 1951 gewann er mit „Jesus no sue“ (イエスの裔) – „Ein Nachkomme Jesus“ den Naoki-Preis. 1956 etablierte er sich mit „Nemuri Kyōshirō burui hikae“ (眠狂四郎無頼控) – „Notizen zum schläfrigen Spitzbuben Kyōshirō“ (1956–58), Sanada Jūyūshi (真田十勇士) als Autor historischer Romane, und 1970 gewann er mit „Shibaren Sangokushi: Eiyū koko ni ari“ (柴錬三国志　英雄ここにあり) den „Yoshikawa-Eiji-Literaturpreis“.
Das wahre Talent des Autors zeigt sich in den skurrilen Romanen „Akai Kagebōshi (赤い影法師)“ – „Roter Schatten einer Person“, „Miira Kan“ (木乃伊館) – „Das Mumienhaus“, „Ijō  no mon“ (異常の門) – „Ein ungewöhnliches Tor“, „Chishiobue“ (血汐笛) –„Die blutüberströmte Flöte“ und in weiteren Romanen, in denen er seiner wilden Fantasie freien Lauf lässt und deren Schreibstil auf schnelle Handlungsführung ausgerichtet ist.